# 더 샌드
《더 샌드》(영어: The Sand 혹은 영어: Killer Beach)는 미국에서 제작된 아이작 거바이에프 감독의 2015년 SF 공포 영화이다. 브룩 버틀러 등이 출연하였다.

## 출연
- 브룩 버틀러
- 클리오 베리
- 신시아 머렐
- 딘 가이어
- 메건 홀더
- 미첼 무소
- 니키 리
- 제이미 케네디